# Ptilinopus tannensis
Ptilinopus tannensis é uma espécie de ave da família Columbidae.
É endémica de Vanuatu.
Os seus habitats naturais são: florestas subtropicais ou tropicais húmidas de baixa altitude, regiões subtropicais ou tropicais húmidas de alta altitude e florestas secundárias altamente degradadas.
Está ameaçada por perda de habitat.